# خواجة سعيد حي
خواجة سعيد حي مواليد 5 مارس 1930، هو لاعب كرة مضرب باكستاني سابق وكان الأول على مستوى باكستان بدأ مسيرته كمحترف سنة 1953 وكان يلعب باليد اليمنى، اعتزل اللعب في 1962. شارك في البطولات الكبرى لكرة المضرب حيث لعب في بطولة ويمبلدون ودورة رولان غاروس الدولية.